# Ліліяна Натсір
Ліліяна Натсір  (індонез. Lilyana Natsir, 9 вересня 1985) — індонезійська бадмінтоністка, олімпійська чемпіонка та медалістка.

## Виступи на Олімпіадах
| Олімпіада  | Дисципліна    | Місце |
| ---------- | ------------- | ----- |
| Пекін 2008 | мікст         | 2     |
| Пекін 2008 | парний розряд | 9T    |
| Ріо 2016   | мікст         | 1     |